# Jindřich z Grosmontu
Jindřich z Grosmontu (Henry of Grosmont, asi 1310? – 23. března 1361), první vévoda z Lancasteru, byl anglický diplomat, politik a vojevůdce, jeden z nejmocnějších a nejbohatších anglických šlechticů své doby. Byl synem a dědicem Jindřicha z Lancasteru a jeho manželky Maud Chaworthové. Stal se jedním z nejdůležitějších členů dvora krále Eduarda III. a vyznamenal se vítězstvím v bitvě u Auberoche. Roku 1348 byl zakládajícím členem a druhým rytířem Podvazkového řádu, roku 1351 byl povýšen na vévodu. Jindřich a jeho manželka Izabela z Beaumontu měli dvě dcery, Maud a Blanche (Blanku), ale žádného syna, takže lancasterský vévodský titul Jindřichem poprvé vymřel.
Grosmont byl inteligentní a přemýšlivý člověk. Sám se naučil psát a zanechal po sobě osobitou zbožnou meditaci Livre de seyntz medicines (Kniha svatých lékařů), díky níž se o jeho životě a názorech ví mnohem více než u jiných šlechticů té doby. Byl jedním ze zakladatelů a prvních mecenášů koleje Corpus Christi na univerzitě v Cambridgi, již roku 1352 ustavily dva městské cechy.